# Berthe de Kent
Pour les articles homonymes, voir Berthe.
Titre
Reine du Kent
Berthe est une princesse franque née vers 565 et morte au plus tôt en 601. Fille du roi mérovingien Caribert Ier, elle épouse Æthelberht, le souverain païen du royaume anglo-saxon de Kent. Elle contribue à l'introduction du christianisme dans ce royaume et dans l'Angleterre anglo-saxonne en général.

## Biographie

### Origines et mariage
Berthe est la fille de Caribert Ier, roi mérovingien de Paris de 561 à 567, et de sa femme Ingeberge. Dans son Histoire des Francs, l'évêque Grégoire de Tours laisse entendre qu'elle est née après l'avènement de son père, et elle doit également avoir vu le jour avant la répudation d'Ingeberge par Caribert, ce qui pourrait situer sa naissance vers 565.
Il est impossible de dater précisément le mariage de Berthe avec Æthelberht à partir des indications données par Grégoire de Tours et Bède le Vénérable. Ce dernier affirme dans son Histoire ecclésiastique du peuple anglais qu'Æthelberht reçoit Berthe « de ses parents », ce qui placerait leurs noces avant la mort de Caribert, mais la princesse est trop jeune pour se marier en 567. Leurs noces pourraient plutôt avoir eu lieu vers 590.

### Le Kent
Lorsque Berthe arrive dans le royaume du Kent, les Anglo-Saxons qui se sont établis en Grande-Bretagne sont encore païens. L'une des conditions posées à son mariage est qu'elle puisse continuer à pratiquer la foi chrétienne, et c'est accompagnée de son chapelain, l'évêque Liudhard, qu'elle traverse la Manche pour se rendre dans son nouveau royaume. Bède indique que son mari fait restaurer pour son usage une ancienne église de l'époque romaine à Cantorbéry qui correspond à l'actuelle église Saint-Martin.
Le rôle joué par Berthe dans l'évangélisation du Kent n'est pas décrit par Bède, mais elle encourage vraisemblablement son mari à recevoir le baptême. La date à laquelle Æthelberht se convertit au christianisme est inconnue et il est possible qu'elle précède l'arrivée dans le Kent, en 597, de la mission grégorienne envoyée par le pape Grégoire le Grand pour christianiser les Anglo-Saxons. En 601, Grégoire écrit à Berthe une lettre dont l'interprétation est débattue : pour certains, il reproche à la reine de ne pas avoir encore fait assez pour influencer Æthelberht dans le sens des intérêts de l'Église, tandis que d'autres y décèlent plutôt des encouragements à l'influencer encore davantage. Vers la même période, Grégoire prodigue des conseils similaires à la reine lombarde Théodelinde.

### Mort et postérité
Berthe disparaît des sources après la lettre de Grégoire et elle doit donc être morte après 601. Elle est vraisemblablement la mère des deux enfants connus d'Æthelberht : son successeur Eadbald et la princesse Æthelburg. Il ne subsiste pas de traces d'un culte qui lui aurait été rendu après sa mort, mais l'hagiographe Goscelin de Saint-Bertin, qui écrit au XIe siècle, indique qu'elle fait partie des saints dont les reliques sont transférées à Cantorbéry en 1091.
Une statue de Berthe réalisée par le sculpteur d'origine belge Theodore Phyffers est installée en 1864 dans une niche de la façade occidentale de la cathédrale de Cantorbéry. Elle fait partie d'un ensemble d'une cinquantaine de statues de personnalités historiques qui ornent cette façade. Des statues d'Æthelberht et Berthe réalisées par le sculpteur Stephen Melton ornent depuis 2006 le jardin public de Lady Wootton's Green, à Cantorbéry.